# Vittorio Capellaro
Eusebio Vittorio Giovanni Battista Capellaro, mais conhecido apenas como Vittorio Capellaro ou Vitor Capellaro (Mongrando, 21 de outubro de 1877 — Rio de Janeiro, 1943), foi um cineasta, produtor, roteirista e ator ítalo-brasileiro, sendo considerado um dos mais importantes pioneiros do cinema brasileiro, em sua fase muda. Trabalhou ativamente entre 1915 e 1935.

## Biografia
Esteve pela primeira vez no Brasil em temporadas teatrais, em 1907 e 1913. Volta ao país em 1915, quando filma Inocência de 1917, produção e adaptação suas do romance de Visconde de Taunay, onde também atuou como ator. Em 1916, adapta e dirige O guarani, do romance de José de Alencar em 1917, com cinegrafia de Benedetti, Capellaro produz, dirige e interpreta O Cruzeiro do Sul, baseado no romance O mulato, de Aluísio de Azevedo. Ainda em 1917, retorna para a Itália para se apresentar ao serviço militar.
Ao final da Primeira Guerra Mundial, volta mais uma vez ao Brasil, já casado com Giorgina Nodari, que seria a personagem Iracema do filme do mesmo título, baseado na obra de José de Alencar, dirigido e adaptado por Capellaro, tendo na direção da foto Benedetti. Foi nessa época que conhece seus patrícios Alberto Sestini e Gustavo Pinfildi, ambos proprietários de cinema no Rio. Como distribuidor ambulante Capellaro partiu para o Nordeste do Brasil. Logo em seguida, reinicia suas atividades como produtor e realizador: em 1918, a primeira versão de Iracema em 1920, O garimpeiro em 1926, O guarani, refilmagem em razão do sucesso da primeira versão em 1932, O caçador de diamantes e em 1935, Fazendo fita.
Em 1943, no clima de caça às quintas colunas, Capellaro, que se encontrava num bonde carioca, foi reconhecido por dois policiais como italiano, por causa do sotaque, levado para a delegacia e lá espancado. Solto, morreu alguns dias mais tarde, na sua casa, pelas sequelas do espancamento.

## Filmografia
| Ano  | Título                 |
| ---- | ---------------------- |
| 1915 | Inocência              |
| 1916 | O Guarani              |
| 1917 | Iracema                |
| 1917 | O Cruzeiro do Sul      |
| 1920 | O Garimpeiro           |
| 1926 | O Guarani              |
| 1934 | O Caçador de Diamantes |
| 1935 | Fazendo Fitas          |